# Tele A
Tele A è un'emittente televisiva privata della Campania a diffusione regionale.

## Storia
Fondata alla fine degli anni settanta a Napoli da Alfredo Abbaneo, nel 1980 diventa emittente affiliata a Canale 5 per la Campania, non mandando più una programmazione autonoma ma limitandosi a trasmettere i programmi del network, al punto da essere definita da Millecanali "l'emittente juke-box di Canale 5". Tuttavia la partnership con il gruppo del Biscione ha breve vita, l'accordo tra i due gruppi viene sciolto, Tele A cede alcune frequenze a Canale 5 e riprende a trasmettere programmi autoprodotti su altre frequenze. Con l'avvento del digitale terrestre per un breve periodo è stato possibile ricevere Tele A anche in Lombardia e Veneto.
Nel 2010 l'emittente lascia la storica sede di Napoli a via Emanuele Gianturco per trasferirsi nei nuovi studi di Marcianise (CE). Di li a poco, a causa dei problemi economici subentrati per la crisi, l'azienda è costretta ad un nuovo trasloco presso gli studi di Napoli Canale 34 (altra emittente storica di Napoli), nel quartiere Agnano. In questa nuova sede, Tele A usufruisce di alcuni studi messi a disposizione dall'emittente ospitante, riuscendo a portare così avanti piccole produzioni autonome.
Dal 4 novembre 2012 non è più attivo il canale Tele A Sat sul bouquet di Sky. Dal dicembre 2012 non trasmette più con un proprio mux in Campania, ma è veicolato dai mux di Tv Capital, LiraTV e TV7 Benevento. Nell'agosto 2014, dichiarandosi azienda in crisi, l'emittente licenzia la quasi totalità del personale, continuando però la programmazione.